# 타이거 맨
타이거 맨(伴我闖天涯: Wild Search)은 홍콩에서 제작된 임영동 감독의 1989년 액션 영화이다. 주윤발 등이 주연으로 출연하였고 임영동 등이 제작에 참여하였다.

## 출연

### 주연
- 주윤발
- 종초홍

### 조연
- 황광량
- 장요양
- 진우
- 진탁흔
- 곡봉
- 유강

## 제작진
- 프로듀서: 풍봉진